# Побык
Побык (болг. Побък) — село в Болгарии. Находится в Габровской области, входит в общину Трявна. Население составляет 0 человек.

## Политическая ситуация
Побык подчиняется непосредственно общине и не имеет своего кмета.
Кмет (мэр) общины Трявна — Драгомир Иванов Николов (независимый) по результатам выборов в правление общины.